# Egbert von Heyden
Egbert Ernst Georg von Heyden-Nerfken (* 2. Dezember 1897 in Hamburg; † 29. April 1945 in Berlin) war ein deutscher Adeliger, Offizier und Petrochemiker.

## Leben
Er entstammte dem ostpreußischen Adelsgeschlecht Heyden-Nerfken. Sein Vater war der Oberstleutnant Georg Wilhelm Egbert von Heyden-Nerfken (* 1864) verheiratet mit Ehefrau Johanne Dorothea Frieda Rittscher (1875–1927). In der Jugend besuchte er die Ritterakademie in Dom Brandenburg.  Er nahm als Fähnrich mit dem Ulanen-Regiment Nr. 9 im Ersten Weltkrieg an der Ostfront, im Feldzug gegen Rumänien und anschließend als Leutnant an der Westfront teil.
Nach dem Friedensvertrag von Versailles studierte er bis 1925 Chemie an der Georg-August-Universität Göttingen, legte 1926 das Staatsexamen ab und promovierte dort 1928 mit der Doktorarbeit Über den Einfluss der Methylgruppe bei Versuchen mit δ 1 - δ 2 -, δ 3-Methylcyclohexenen und δ 1 - δ 2 -, δ 3-Methylcyclohexenoxyden zum Doktor (Dr. phil. nat.).
Er lernte die Norwegerin Gaspara Elisabeth Cathrine Castberg (* 14. Dezember 1904 in Skien), die in Salzburg und Paris Fremdsprachen studierte, kennen und sie heirateten am 29. September 1929 in der Garnisonskirche in Oslo. Der Sohn Ernst Georg von Heyden (1939–2005) war als Doktor der Physik bei der IBM Deutschland und Norwegen angestellt.
Von 1929 bis 1931 war er bei der AGFA-/I. G. Farben AG und Berliner Zuckerinstitut, dann von 1931 bis 1937 bei der Zuckerfabrik in Wismar angestellt. Danach erhielt er für 1938 ein Stipendium beim Institut für Mineralöl- und Braunkohleforschung an der Technischen Universität Berlin. Seit dem 1. April 1938 war er bei der Deutschen Erdölgesellschaft A/S, nach 1941 Kontinentale Öl, mit den Forschungen über Kohleverflüssigung, Naphtha und synthetisches Benzin in Berlin beschäftigt. Im Jahr 1939 verfasste er als Mitautor die Monografie Über die Wasserbeständigkeit als Maß des Äthanol- und Methanolgehaltes von Leichtkraftstoffen.  Bei den Kämpfen um Berlin ist er am 29. April 1945 erschossen worden.

## Schriften
- Über den Einfluss der Methylgruppe bei Versuchen mit δ 1 - δ 2 -, δ 3-Methylcyclohexenen und δ 1 - δ 2 -, δ 3-Methylcyclohexenoxyden. Doktorarbeit 1928, Georg-August-Universität Göttingen, Grone 1929.
- mit Maximilian Marder, Gerhard Tschirpig: Die Wasserbeständigkeit als Maß des Äthanol- und Methanolgehaltes von Leichtkraftstoffen (= Institut für Braunkohlen- und Mineralölforschung an der Technischen Hochschule Berlin, Nr. 44). Verlag Chemie, Berlin 1939. doi: 10.1002/ange.19390520803